# Festajávrre
Festajávrre, enligt tidigare ortografi Fästajaure, är en sjö i Jokkmokks kommun i Lappland och ingår i Luleälvens huvudavrinningsområde. Sjön har en area på 2,17 kvadratkilometer och ligger 899 meter över havet. Festajávrre ligger i Padjelanta Natura 2000-område.

## Delavrinningsområde
Festajávrre ingår i det delavrinningsområde (746005-155305) som SMHI kallar för Utloppet av Fästajaure. Medelhöjden är 958 meter över havet och ytan är 10,09 kvadratkilometer. Det finns inga avrinningsområden uppströms utan avrinningsområdet är högsta punkten. Riggoajvejåhkå som avvattnar avrinningsområdet har biflödesordning 3, vilket innebär att vattnet flödar genom totalt 3 vattendrag (Darreädno, Lilla Luleälv, Luleälven) innan det når havet efter 356 kilometer. Avrinningsområdet består mestadels av kalfjäll (77 procent). Avrinningsområdet har 2,33 kvadratkilometer vattenytor vilket ger det en sjöprocent på 23,1 procent.

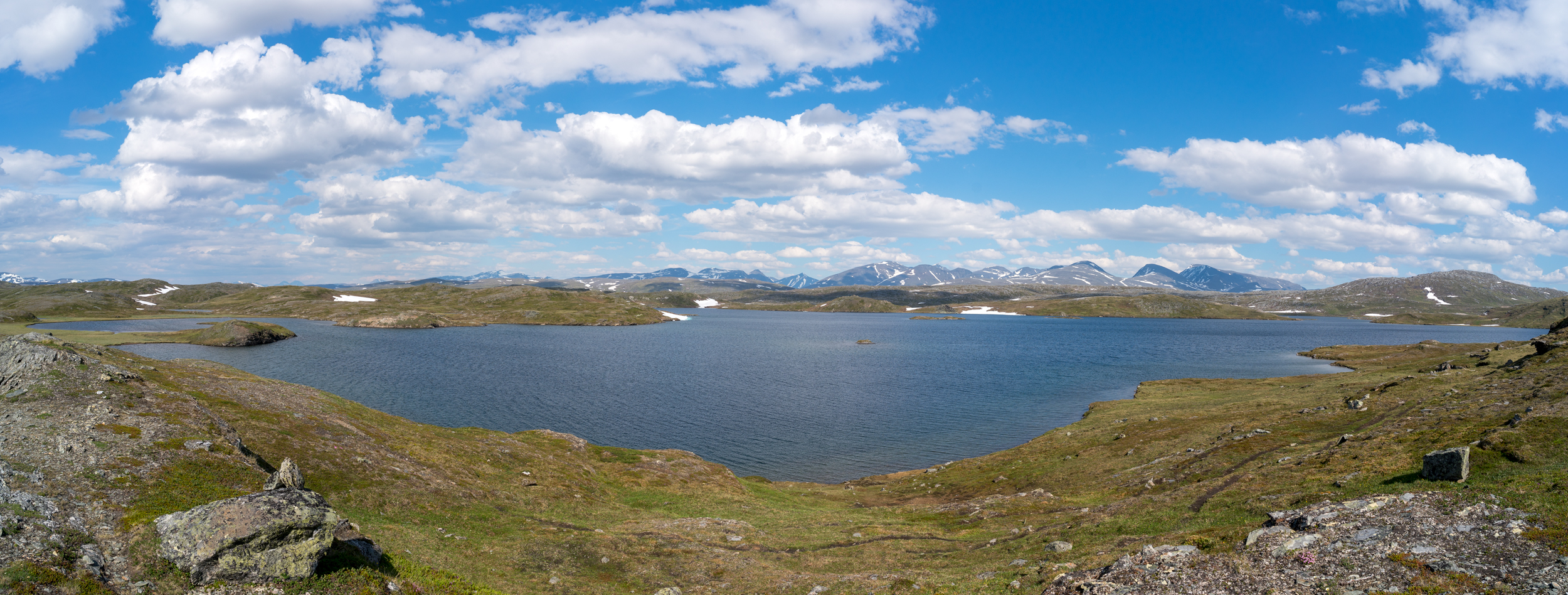
Den västra delen av Festajávrre.